# Philotiella
Philotiella is een geslacht van vlinders van de familie van de Lycaenidae, uit de onderfamilie van de Polyommatinae. De wetenschappelijke naam en de beschrijving van dit geslacht werden voor het eerst in 1978 gepubliceerd door Rudi Mattoni. 
Soorten van dit geslacht komen voor in de Verenigde Staten.

## Soorten
- Philotiella speciosa (H. Edwards, 1877)
- Philotiella leona Hammond & McCorkle, 2000